# Sainte-Angèle-de-Prémont
Sainte-Angèle-de-Prémont es un municipio canadiense situado en la provincia de Quebec.

## Superficie
Sainte-Angèle-de-Prémont tiene una superficie de 37,73 km².

## Demografía
En 2021, tenía 631 habitantes, una densidad poblacional de 16,7 hab./km², y 349 viviendas.